# Honkbal op de Olympische Zomerspelen
Honkbal is een van de sporten die in teamverband op de Olympische Zomerspelen worden beoefend. Deze sport wordt alleen door mannen op de Olympische Spelen beoefend, met als tegenhanger softbal bij de vrouwen.
Honkbal was zeven keer een demonstratiesport die voor het eerst werd opgenomen als volwaardige medaillesport op de Spelen van 1992. Op de Spelen van 2008 stond honkbal voor het laatst op het programma.
Op 11 juli 2005 besloot het Internationaal Olympisch Comité (IOC) na een stemming om honkbal en softbal van het olympische programma in 2012 te verwijderen en deze werden op deze manier de eerste sporten die werden geëlimineerd sinds de Zomerspelen van 1936 toen polo werd geschrapt.
Het verdwijnen van de twee sporten van het olympisch programma werd niet door het IOC opgevuld met andere sporten. Dit bood de kans voor de beide sporten om weer op het programma van de Zomerspelen terug te keren indien bij een herstemming voldoende voorstemmen werden verkregen. Dit besluit werd genomen op een vergadering van het IOC op 9 februari 2006. Op 3 augustus 2016 maakte het IOC bekend dat honkbal (en softbal) in 2021 terugkeren op het olympische programma.

## Onderdelen
| Onderdeel | 96-08 | 12 | 20-32 | 36 | 48 | 52 | 56 | 60 | 64 | 68-80 | 84 | 88 | 92 | 96 | 00 | 04 | 08 | 12-16 | 20 | Totaal |
| --------- | ----- | -- | ----- | -- | -- | -- | -- | -- | -- | ----- | -- | -- | -- | -- | -- | -- | -- | ----- | -- | ------ |
| Mannen    |       | d  |       | d  |    | d  | d  |    | d  |       | d  | d  | •  | •  | •  | •  | •  |       | •  | 6      |
| Totaal    |       |    |       |    |    |    |    |    |    |       |    |    | 1  | 1  | 1  | 1  | 1  |       | 1  | 6      |

## Medailles

### Landenteams
|         | Goud             | Zilver           | Brons                  |
| ------- | ---------------- | ---------------- | ---------------------- |
| OS 1992 | Cuba             | Chinees Taipei   | Japan                  |
| OS 1996 | Cuba             | Japan            | Verenigde Staten       |
| OS 2000 | Verenigde Staten | Cuba             | Zuid-Korea             |
| OS 2004 | Cuba             | Australië        | Japan                  |
| OS 2008 | Zuid-Korea       | Cuba             | Verenigde Staten       |
| OS 2020 | Japan            | Verenigde Staten | Dominicaanse Republiek |

### Medaillespiegel
N.B. Medaillespiegel is bijgewerkt tot en met de Olympische Spelen van 2020.
| Plaats | Land                   | NOC    | Goud | Zilver | Brons | Totaal |
| ------ | ---------------------- | ------ | ---- | ------ | ----- | ------ |
| 1      | Cuba                   | CUB    | 3    | 2      | 0     | 05     |
| 2      | Japan                  | JPN    | 1    | 1      | 2     | 04     |
| 2      | Verenigde Staten       | USA    | 1    | 1      | 2     | 04     |
| 4      | Zuid-Korea             | KOR    | 1    | 0      | 1     | 02     |
| 5      | Australië              | AUS    | 0    | 1      | 0     | 01     |
| 5      | Chinees Taipei         | TPE    | 0    | 1      | 0     | 01     |
| 7      | Dominicaanse Republiek | DOM    | 0    | 0      | 1     | 01     |
| Totaal | Totaal                 | Totaal | 6    | 6      | 6     | 18     |

### Meervoudige medaillewinnaars (individueel)
De ”succesvolste honkballer” is de Cubaan Pedro Luis Lazo met twee gouden en twee zilveren medailles.
| #  | Olympiër                                                             | Land          | Jaren                  | Medailles                     |
| -- | -------------------------------------------------------------------- | ------------- | ---------------------- | ----------------------------- |
| 01 | Pedro Luis Lazo                                                      | Vlag van Cuba | 1996, 2000, 2004, 2008 | Goud · Zilver · Goud · Zilver |
| 02 | Omar Ajete Orestes Kindelán Omar Linares Antonio Pacheco Luis Ulacia | Vlag van Cuba | 1992, 1996, 2000       | Goud · Goud · Zilver          |
| 0” | Antonio Scull                                                        | Vlag van Cuba | 1996, 2000, 2004       | Goud · Zilver · Goud          |
| 0” | Eduardo Paret                                                        | Vlag van Cuba | 1996, 2004, 2008       | Goud · Goud · Zilver          |
| 09 | José Estrada González Alberto Hernández Juan Padilla Lázaro Vargas   | Vlag van Cuba | 1992, 1996             | Goud · Goud                   |
| 13 | Ariel Pestano Norge Luis Vera                                        | Vlag van Cuba | 2000, 2004, 2008       | Zilver · Goud · Zilver        |

Stockholm 1912* · 
Berlijn 1936* · 
Helsinki 1952* · 
Melbourne 1956* · 
Tokio 1964* · 
Los Angeles 1984* · 
Seoel 1988* · 
Barcelona 1992 · 
Atlanta 1996 · 
Sydney 2000 · 
Athene 2004 · 
Peking 2008 · 
Tokio 2020 · 
Los Angeles 2028 
Medaillewinnaars
* Demonstratiesport
Olympische Zomerspelen
Olympische Winterspelen
Gerelateerd
Olympische Jeugdspelen · Paralympische Spelen · Deaflympische Spelen · Special Olympic World Games
IOC · COA · BOIC · NOC*NSF · NAOC · SOC